# Nagygeresd
Nagygeresd is een plaats (község) en gemeente in het Hongaarse comitaat Vas. Nagygeresd telt 290 inwoners (2001).